# 山形市立蔵王第二中学校
山形市立蔵王第二中学校（やまがたしりつ ざおうだいにちゅうがっこう、Yamagata Civic Zaō 2nd Junior High School）は、山形県山形市にある公立中学校。略称は蔵王二中（ざおうにちゅう）。山形市立蔵王第三小学校が併設されている。

## 沿革
- 1947年（昭和22年） - 開校
- 1970年（昭和45年） - 蔵王第三小・二中学校舎増改築完成

## 学区
- 山形市立蔵王第三小学区[3]

## 所在地
- 山形県山形市蔵王温泉727